# Glaphyria ochrofusalis
Glaphyria ochrofusalis is een vlinder uit de familie van de grasmotten (Crambidae). De wetenschappelijke naam van de soort is voor het eerst gepubliceerd in 1956 door Hans Georg Amsel.
De soort komt voor in Venezuela.